# Mykoła Wołosianko
Mykoła Mykołajowycz Wołosianko, ukr. Микола Миколайович Волосянко, ros. Николай Николаевич Волосянко, Nikołaj Nikołajewicz Wołosianko (ur. 13 marca 1972 w obwodzie iwanofrankowskim, Ukraińska SRR, zm. 6 czerwca 2012) – ukraiński piłkarz, grający na pozycji obrońcy, były reprezentant Ukrainy, trener piłkarski.

## Kariera piłkarska
Wychowanek szkoły piłkarskiej w Iwano-Frankowsku. W 1989 zaczął występować w drużynie Prykarpattia Iwano-Frankowsk. Jako 18-latek był zaproszony do Dynama Kijów, jednak nie zagrał żadnego razu przeszedł do SKA Kijów, skąd powrócił do rodzinnego klubu Prykarpattia Iwano-Frankowsk. Po występach w boryspolskim klubie ponownie został zaproszony do Dynama Kijów, z którym został Mistrzem Ukrainy w 1997 i 1998 oraz zdobył puchar Ukrainy w 1998. W 1998 przeszedł do Metałurha Mariupol. Następnie krótko występował w klubach CSKA Kijów, Arsenał Kijów, Czernomoriec Noworosyjsk, Borysfen Boryspol i Wołyń Łuck. W 2004 wrócił do Borysfena Boryspol, w którym zakończył karierę.

### Kariera reprezentacyjna
13 sierpnia 1996 zadebiutował w reprezentacji Ukrainy w spotkaniu towarzyskim z Litwą wygranym 5:2. Wszedł na boisko w 78 minucie. To był jego jedyny mecz reprezentacyjny.

## Kariera trenerska
Po zakończeniu kariery piłkarskiej rozpoczął karierę trenerską. Wspólnie z Andrijem Annenkowem pomagał trenerowi Stepanowi Matwijiwowi trenować Kniaża Szczasływe i Prykarpattię Iwano-Frankowsk. Od 2009 r. do sierpnia 2011 trenował juniorów klubu Arsenał Kijów U-19. Ostatnim miejscem pracy był amatorski zespół FK Bucza-2, występujący w mistrzostwach obwodu kijowskiego.

## Sukcesy i odznaczenia

### Sukcesy klubowe
- mistrz Ukrainy (2x): 1997, 1998
- zdobywca Pucharu Ukrainy: 1998